# Argint Britannia
Argintul Britannia este un aliaj a cărui compoziție masică este de 95,84 % de argint și de 4,16 % alte metale, în general cupru. Titlul argintului Britannia este de 958.

## Istoric
Acest standard a fost introdus în Anglia printr-un Act al Parlamentului din 1697, pentru a înlocui argintul sterlin (92,5% argint), ca standard obligatoriu pentru elementele de „argint forjat”. Leul heraldic existent pe argintul sterlin a fost înlocuit prin „figura unei femei denumită Britannia”.

### Britannia (monedă)
Monedele de argint emise de Monetăria Regală (în engleză Royal Mint), începând cu 1998, cunoscute sub denumirea de Britannia prin figura feminină aflată pe revers, sunt bătute din argint Britannia standard.